# Emden (1925)
«Емден» (нім. Emden) був легким крейсером, побудованим для німецького флоту (Рейхсмаріне) на початку 1920-х років. Це був єдиний корабель свого типу і перший великий військовий корабель, побудований у Німеччині після закінчення Першої світової війни.

## Конструкція
Крейсер був побудована на Рейхсмаріненверф у Вільгельмсгафені. Його кіль був закладений у грудні 1921 року, а готовий корпус був спущений на воду в січні 1925 року. «Емден» був включений до складу флоту в жовтні 1925 року. На конструкцію значною мірою вплинули обмеження Версальського договору та накази Комісії з роззброєння союзників. Водотоннажність була обмежена у 6000 англійських тон, хоча, як і всі німецькі військові кораблі, побудовані в той період, «Емден» перевищив обмеження розміру. Крейсер був озброєний основною батареєю 150 мм гармати, що залишилися після Першої світової війни. Гармати були встановлені в одиночних гарматних баштах відповідно до дозволу союзних держав.

## Служба
«Емден» провів більшу частину своєї кар'єри як навчальний корабель. У міжвоєнний період він здійснив кілька навколосвітніх круїзів для підготовки військово-морських курсантів, часто відвідуючи Східну Азію, Америку та регіон Індійського океану. У 1937 і 1938 роках крейсер ненадовго брав участь у патрулях невтручання під час громадянської війни в Іспанії.

### Друга світова війна
На початку війни він заклав мінні поля біля німецького узбережжя і був пошкоджений британським бомбардувальником, який врізався в корабель. Крейсер брав участь у вторгненні до Норвегії у квітні 1940 року у складі сил, які захопили столицю Норвегії Осло.
Після цього корабель відновив тренувальні походи в Балтійському морі. Вони тривали з невеликими перервами до вересня 1941 року, коли його було направлено на Балтійський флот і було доручено підтримувати німецькі операції під час вторгнення в Радянський Союз. Тренування відновилися в 1942 році і тривали до кінця 1944 року, коли він взяв участь в операціях з мінування в Скагерраку. Пошкоджений після того, як сів на мілину у грудні 1944 року, крейсер прибув в Кенігсберг для ремонту. У січні 1945 року брав участь в евакуації зі Східної Пруссії, рятуючись від наступаючої Радянської Армії. Під час ремонту в Кілі «Емден» неодноразово зазнавав пошкоджень від британських бомбардувальників, а потім був посажений на мілину біля гавані, щоб запобігти затопленню. В останні дні війни корабель підірвали, щоб він не потрапив у руки противника. Затонулий корабель був остаточно розібраний на місці до 1950 року.